# Nino Rastelli
Nino Rastelli, all'anagrafe Giuseppe Gaetano Rastelli, (Milano, 1º gennaio 1913 – Roma, 4 ottobre 1962), è stato un paroliere italiano, noto soprattutto per aver composto, insieme a Mario Panzeri e Vittorio Mascheroni, il brano Papaveri e papere. È ricordato inoltre per essere stato l'autore, nel 1936, del testo della canzone Tornerai, musicata da Dino Olivieri e lanciata dal Trio Lescano.
Tra gli anni '30 e gli anni '50 ha firmato centinaia di canzoni. Fra le più famose di esse: Pippo non lo sa, La famiglia Brambilla, C'è un uomo in mezzo al mare.
Ha partecipato come autore al Festival di Sanremo 1952 con Papaveri e papere, interpretato da Nilla Pizzi, e al Festival di Sanremo 1953 con Papà Pacifico, inciso dalla Pizzi e da Teddy Reno.
Nel 1960 scrive il testo di Nessuno al mondo, successo di Peppino Di Capri.